# Oficina sin papel
También llamado Dematerialización o digitalización.
Una oficina tradicional consiste en un sistema compuesto de infinidad de tipos contenedores donde almacenar los documentos como carpetas, cajas, fuelles y muchos otros, todos ellos requiriendo grandes cantidades de espacio y sujetos a la degradación.
Las empresas se ven obligadas a mantener estos documentos en buen estado de conservación por largos periodos de tiempo incurriendo en gastos bastante significativos en equipos y mantenimiento dependiendo de su tamaño y volumen de negocio.
Como contrapartida, la oficina sin papel representa un modelo más moderno que puede consistir solamente en una mesa, una silla y un ordenador conectado a la red corporativa. Los usuarios almacenan, recuperan y utilizan solamente documentación digital que se almacena localmente o se envía a través de la red corporativa o de Internet.

## Historia
La oficina sin papel, es un concepto relativamente antiguo que data de los años 1940 cuando se da a conocer la idea de la oficina del futuro. Con la llegada de los ordenadores personales, esta idea toma renovado impulso, sin embargo, los modernos y cada vez más asequibles sistemas de impresión y fotocopiado causaron el efecto contrario.
Cabe destacar la aparición de un artículo aparecido en Business Week en 1975 que predijo la inminente adopción de la oficina sin papel. Por otra parte, 60 años de profecías dañaron mucho este innovador concepto a lo largo de los años.
Es con la llegada de Internet (Web y correo electrónico) que esta tendencia vuelve a retomarse toda su fuerza.
Hoy en día, la oficina sin papel está considerada una filosofía innovadora que permite trabajar con la cantidad mínima de papel convirtiendo todo tipo de documentos al formato digital. Con la aparición de cada vez más modernos y completos programas de gestión empresarial, MRPs y ERPs.
Con la madurez de conceptos como la Factura electrónica y la firma electrónica, se eliminan dos muros antes insalvables como la eliminación de facturas y contratos en papel. Gracias a la firma digital, las versiones electrónicas de dichos tipos de documentos se consideran incluso más seguras que sus predecesores.

## Impacto medio ambiental
El impacto de la oficina sin papel sobre el entorno puede llegar a ser enorme, solo en España se utiliza para la producción de papel destinada a la impresión de facturas, un bosque del tamaño de 700 campos de fútbol, cada año.
Debido a la facilidad de uso de los nuevos sistemas de impresión, entre los años 1980 y 2000 la cantidad de papel consumido en oficinas creció un 100%. A partir del año 2000 se detuvo este crecimiento y desde entonces ha empezado a decrecer el consumo de papel en las oficinas, teóricamente a causa del cambio generacional, la nueva generación prefiere leer los documentos directamente en la pantalla en lugar de imprimirlos para leerlos después.

## Barreras para su implantación definitiva
Para su total implantación existen diversas barreras a superar:
- Procesos de negocio ya establecidos.
- Regulaciones gubernamentales.
- Desconocimiento de la tecnología y sus herramientas.
- La longevidad de los documentos digitales.

En España, la adopción de la factura digital por parte de la Agencia Tributaria y el apoyo del Ministerio de Industria, Turismo y Comercio de España han supuesto un gran impulso para la adopción de la oficina sin papel; si bien la adopción real, especialmente en las pymes es reducida, se han sentado las bases para su futuro desarrollo.

## Fracaso relativo y replanteamiento
A pesar de que las iniciativas y previsiones sobre la oficina sin papel se remontan más de 70 años, la implantación práctica de ese concepto ha fracasado en términos generales.
A comienzos del siglo XXI con la popularización de internet y los equipos informáticos de trabajo el consumo de papel y la impresión de documentos sufrieron un espectacular incremento que hizo replantearse el mismo concepto de la oficina sin papel.
Así mismo, se asistió a la constatación paradójica de que los soportes digitales (CD, DVD, discos duros externos) eran muchos más vulnerables que el soporte papel para conservación a largo plazo o resistencia a la obsolescencia tecnológica. A ello se unieron los efectos de la operación Megaupload que puso de manifiesto que la sustitución del papel por la distribución de documentos digitales basados en herramientas vinculadas a internet entrañaba el riesgo de que una operación similar o un ataque contra los servidores privara a organizaciones y particulares de sus documentos digitales.
Por ello, se ha asistido a un florecimiento de las críticas al modelo de oficina sin papel tildándolo de ser una mera entelequia y apareciendo una nueva conceptualización híbrida en la que se admite la factibilidad y éxito de la erradicación del papel en determinadas áreas (comunicación vía correo electrónico de las distintas secciones de la organización, facturación electrónica, etc.), en tanto que se admitía la imposibilidad de eliminar el papel completamente de determinadas tareas de las oficinas (conservación a largo plazo, trabajo sobre documentos en papel, etc.) orientándose en cambio los esfuerzos de gestión documental y eficiencia económica en reducir el papel pre-impreso.